# Sue Foley

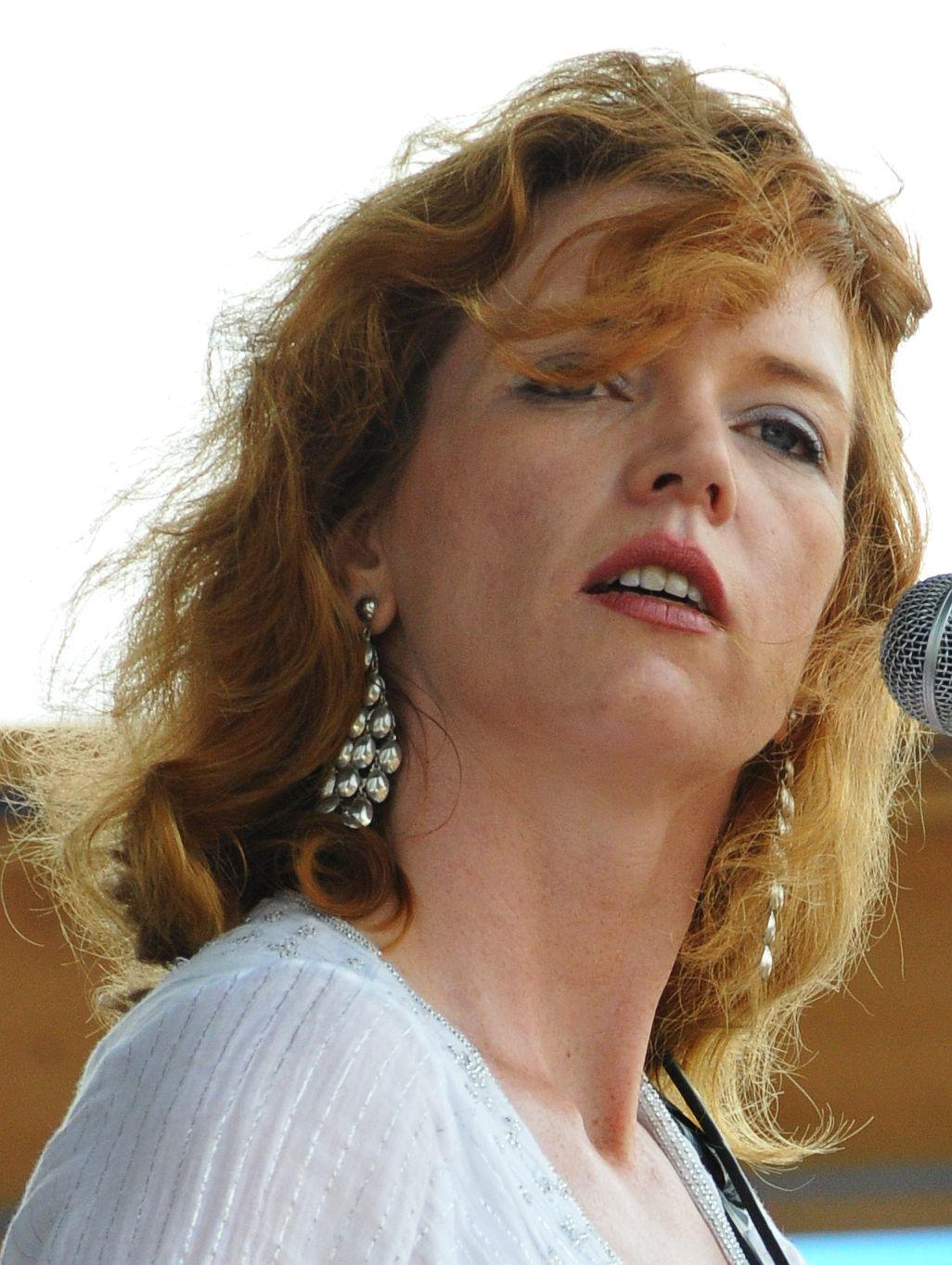
Sue Foley (2008)

Sue Foley (* 29. März 1968 in Ottawa, Ontario, Kanada) ist eine kanadische Bluessängerin, Gitarristin und Songschreiberin.
Foley hatte mit 16 Jahren in der Blues-Szene von Ottawa ihre ersten Auftritte in Clubs. Sie erhielt ihren ersten Plattenvertrag bei Antone’s Records und zog in die USA nach Austin, Texas. 1992 veröffentlichte sie dort ihre erste Platte. 1997 kehrte sie nach Kanada zurück und wechselte zu Shanachie Records. Seit 2001 arbeitet sie an dem Projekt Guitar Woman, einer Geschichte und Biographie von Gitarristinnen verschiedener Musikrichtungen.
2020 erhielt sie einen Blues Music Award in der Kategorie Best Female Artist Traditional Blues.

## Diskografie (Auswahl)
- 1992 – Young Girl Blues
- 1994 – Without a Warning
- 1995 – Big City Blues
- 1996 – Walk in the Sun
- 1998 – Ten Days in November
- 2000 – Love Comin' Down
- 2000 – Back to the Blues
- 2000 – Secret Weapon
- 2002 – Where the Action Is
- 2004 – Change
- 2006 – New Used Car
- 2006 – Sue Foley – Live In Europe
- 2007 – Time Bomb (mit Deborah Coleman & Roxanne Potvin)
- 2010 – He Said She Said (mit Peter Karp)
- 2012 – Beyond the Crossroads (mit Peter Karp)
- 2018 – The Ice Queen
- 2021 – Pinky's Blues

## Auszeichnungen
- 2000 – Juno Award für das beste Blues-Album (Love Comin’ Down)
- 2020 – Blues Music Award in der Kategorie Best Female Artist Traditional Blues
- 18 Maple Blues Awards (bis 2009)